# Le Coucher de la Mariée
Le Coucher de la Mariée („Die Verheiratete geht zu Bett“) ist ein französischer Erotikfilm aus dem Jahr 1896 mit Louise Willy in der Hauptrolle. Insgesamt sind drei Minuten des Films erhalten, in denen  Willy und ein unbekannter Mann zu sehen sind.
Der Film enthält als einer der ersten Filme in der Filmgeschichte eine Striptease-Szene.